# Folkwang-Verlag
Der Folkwang-Verlag GmbH (auch Folkwang Verlag) war ein Verlag, der 1919 von dem Hagener Kunstmäzen Karl Ernst Osthaus (1874–1921) gegründet wurde. Die Gründung erfolgte im Rahmen seines Gesamtkonzeptes Folkwang, dem zunächst 1902 das Museum Folkwang und später die Künstlerkolonie Hohenhagen und das Kunstzentrum Hohenhof entsprangen.
Nachdem bereits seit der Jahrhundertwende gelegentliche Einzelveröffentlichung unter dem Label Folkwang erschienen waren, ging der Verlag aus dem dem Museum angegliederten Verlag im Folkwang-Museum hervor, und brachte beachtliche Werke zur Bildenden Kunst, Architektur, zum Tanz, zur Fotografie, aber auch zu Außereuropäischer Kultur heraus (z. B.: Insel Bali, 1922, von Gregor Krause und Karl With). Darunter große prächtige Bildbände zur Ethnographischen Kunst sowie etliche Publikationen von Bruno Taut und anderen Architekten. Auch einige Romane wurden verlegt. Nach dem Tode Osthaus’ im Jahre 1921 wurde noch auf seine Anregung hin die Folkwangschule von Kurt Jooss und Rudolf von Laban gegründet, die später nach Dortmund und Essen zog. Das Museum wurde ebenfalls später in Essen unter gleichem Namen weiterbetrieben, in Hagen wurde danach ein 1930 gegründetes Museum in Osthaus Museum Hagen umbenannt. Der Verlag bestand noch mehrere Jahre weiter.
1919 bestimmte Osthaus Ernst Fuhrmann zum Verlagsleiter. 1922 übernahm Albert Renger-Patzsch die Leitung des Bildarchivs des Folkwang-Verlages. Damit wurde der Verlag zu einem Zentrum der Fotografie der Neue Sachlichkeit. Der Verlag firmierte nun auch in Darmstadt und ging 1923 in den Auriga-Verlag über (Auriga, lat. für Fuhrmann).
Die Ausgaben des Verlages zeichneten sich nicht nur durch herausragende Kunstthemen aus, sondern auch durch ihre besondere bibliophile und typographische Ausstattung. Neben Monographien gab er Schriftenreihen und Zeitschriften heraus. Der Verlag hatte schon in den frühen 1920er Jahren eine internationale Resonanz. Auch heute noch sind die erlesenen Ausgaben des Folkwang-Verlags begehrt.
Seit den 1990er Jahren gibt das Karl Ernst Osthaus-Museum wieder seine Schriften im eigenen Folkwang-Verlag, genannt Neuer Folkwang Verlag im Karl Ernst Osthaus-Museum Hagen, heraus.
Das Archiv und der historische Nachlass des ehemaligen Verlages sind heute verstreut. Ein Teil der Sammlung befindet sich im Folkwang-Archiv in Berlin.